# TSV Amicitia Viernheim
Maillots
Dernière mise à jour : 4 juin 2023.
Le TSV Amicitia Viernheim est un club sportif allemand localisé, à Viernheim dans la Hesse.
Outre sa section football, le club actuel dispose aussi de départements d’Athlétisme, de Basket-ball, de Gymnastique, de Handbal, de Tennis de table et de Triathlon.
Le club tire son nom actuel d’une fusion, survenue en mai 2008, entre le Spvgg Amicitia Viernheim et le TSV Viernheim.
Le terme "Amicitia" vient du latin et signifie "Amitié".

## Histoire

### TSV Viernheim

ancien logo du TSV Viernheim

Le club fut créé en 1906, en tant que cercle de Football, sous l’appellation Fußballclub Sodalität Viernheim. Après la Première Guerre mondiale, le club rejoignit le mouvement DJK et ouvrit d’autres sections sportives.
Peu après l’arrivée au pouvoir des Nazis, ceux-ci interdirent les mouvements sportives de diverses obédiences politiques et/ou idéologiques, dont la DJK. Le club fut dissous.
Il fut reconstitué en 1946 sous la dénomination de TSV 1946 Viernheim. Peu après, il adopta l’appellation de TSV 1906 Viernheim pour rappeler ses origines.
Du point de vue football, pour la plupart de son existence, le club vécut dans l’ombre de son voisin de l’Amicitia, dans les ligues régionales de la Süddeutsche Fußball-Verband (SFV).
Le TSV 1906 monta en 2. Amateurliga Rhein-Neckar (niveau 4) en 1971. L’année suivante il fut rejoint dans cette ligue par le Spvgg Amicitia. En 1974, le TSV redescendit au niveau 5. Il recula encore dans les années suivantes.
En 1986, le TSV 1906 Viernheim accéda à la Landesliga Nordbaden-Groupe 2, qu’il remporta l’année suivante pour monter au niveau 4, la Verbandsliga Nordbaden. Le club y resta dix saisons, décrochant une 5e place comme meilleur résultat.
Après avoir été relégué, le TSV Viernheim revint dans cette ligue, pour une saison en 1999 puis de nouveau de 2003 à 2006. Toutefois, il resta éloigné d’une accession vers le niveau supérieur.
En vue de la saison 2008-2009, le club fusionna avec son voisin du Spvgg Amicitia Viernheim pour former le TSV Amicitia 06/09 Viernheim.

### SpVgg Amicitia Viernheim

ancien logo du TSV Viernheim

L’Amicitia fut créé en 1909, trois après le TSV. Contrairement à celui-ci, le Spvgg Amicitia Viernheim fut exclusivement un club de football.
Amicitia fut le premier à progresser dans la hiérarchie. En 1931, le cercle atteignit la plus haute division régionale, appelée Bezirksliga Rhein-Saar. Malgré une 7e place lors de sa première saison, suivie d’une 4e lors de l’exercice suivante, le club ne se qualifia par la Gauliga Baden, une des seize ligues créées par la réforme des compétitions, exigées par les Nazis dès leur arrivée au pouvoir, en 1933.
Cependant, lors des saisons 1935- 1936 et 1939-1940, Amicitia Viernheim joua en Gauliga Baden.
En 1945, tous les clubs et associations allemands furent dissous par les Alliés (voir Directive n°23). Assez rapidement, Amicitia Viernheim fut reconstitué sous le nom de Grün-Weiß Viernheim. Peu après, il reprit son nom initial de Spvgg Amicitia 09 Viernheim
Le club recommença à jouer dans la Landesliga Nordbaden (niveau 3). En 1948, une place de vice-champion permit au cercle de prendre part au tour final pour la monter en Oberliga Süd, une des cinq ligues créées, l’année précédente, au niveau 1, par la DFB. Finissant dernier de ce play-off, Amicitia ne fut pas promu. Ensuite le niveau 2 fut regroupé en une seule série. Le club se classa 10e puis 7e. Cela fut insuffisant pour être retenu dans le nouveau niveau 2: la 2. Oberliga Süd. Spvgg Amicitia 09 descendit alors en Amateurliga Nordbaden (niveau 3).
Le Spvgg Amicitia 09 Viernheim resta une bonne équipe de milieu de classement au niveau 3. Le club remporta quatre fois de suite son championnat de 1954 à 1957. Lors des trois premiers titres, le cercle échoua dans le tour final pour la montée. Mais au terme de la saison 1956-1957, Amicitia 09 Viernheim monta en 2. Oberliga Süd2. Lors de cette fin de compétition, le club atteignit aussi des demi-finales du Championnat d’Allemagne Amateur, où il fut battu par le Berliner FC Alemannia 90.
Le Amicitia 09 presta les six saisons suivantes au 2e niveau de la pyramide du football allemand. La 6e place qu’il obtient lors de son arrivée dans la ligue fut son meilleur résultat. Au terme du championnat 1962-1963, le club termina au 7e rang et fut retenu pour devenir un des fondateurs de la Regionalliga Süd. Cette série était une des cinq ligues formant le niveau 2 à la suite de la création de la Bundesliga au même moment.
En 1964, Amicitia 09 Viernheim échoua à la dernière place et descendit au niveau 3 de sa région: l’Amateurliga Hessen. Le club décrocha une 3e place en 1965 puis fuit vice-champion en 1966. Par la suite, il recula dans le classement et fut relégué au niveau 4 en 1972.
Spvgg Amicitia 09 Viernheim ne remonta plus au niveau 3 avant 1978. La ligue avait entre-temps reçut le nom de Verbandsliga Nordbaden. La saison suivante, la Süddeutsche Fußball-Verband (SFV), la Fédération régionale instaura un niveau unifié qui prit le nom d’Oberliga Süd. Amicitia 09 joua au niveau 4 et 5, en étant dans la même ligue que son voisin du TSV lors des saisons 1972-1973 et 1973-1974. Lors de cette dernière saison, Amicitia termina vice-champion. Trois ans plus tard, les séries furent restructurées. Les séries 2.Amateurliga Nord Baden furent renommées Landesliga et ramenée du nombre de 5 à 3. Amicitia Viernheim fut versé dans la Landesliga Nordbaden / Groupe 2.
En 1980, le club termina dernier et fut relégué au niveau 6 de la hiérarchie. Il dut attendre 1984 pour remonter d’un cran.
En 1985, le Spvgg Amicitia 09 Viernheim remporta le titre et monta en Verbandsliga Nordbaden, désormais niveau 4. Au terme de la compétition 1986-1987, le cercle fut sacré champion et accéda au niveau 3, l’Oberliga Baden-Württemberg.
Amicitia fut alors un club ascenseur, alternant relégation et remontée. En 1994, le cercle resta deux saisons au niveau 3 avant de redescendre. À la fin de la saison 1996-1997, il fut relégué en Landesliga (niveau 6).
Après dix saisons, le cercle retrouva la Verbandsliga en 2007. Pour sa dernière saison en 2007-2008, le club décrocha la place de vice-champion, mais échoua dans le tour final pour la montée vers l’Oberliga.
En mai 2008, Spvgg Amicitia 09 Viernheim fusionna avec le TSV 06 Viernheimpour former le TSV Amicitia 06/09 Viernheim.

### TSV Amicitia 06/09 Viernheim
L’idée de fusion fut annoncée pour la première fois en avril 2007, et se concrétisa l’année suivante, le 7 mai. 86 % de tous les votants se montrèrent favorable à la création d’une entité fusionnée.
L’équipe 1 prit la place de l’ancien Amicitia 09 en Verbandsliga Baden (niveau 5), alors que l’équipe 2 remplaça l’ancien TSV 06 en Landesliga (niveau 6). 
Pour sa première saison, le TSV Amicitia 06/09 Viernheim lutta dans la zone dangereuse, contre la relégation, durant la compétition et se sauvant en terminant 12e sur 16. Malgré son maintien, le club perdit un rang dans la hiérarchie en raison de l’instauration de la 3. Liga au 3e niveau. En 2010, le club termina à la 8e place sur 15.
En 2010-2011, le TSV Amicitia Viernheim évolue en Verbansliga Nordbaden, soit au 6e niveau de la hiérarchie de la DFB.

## Palmarès

### TSV 06 Viernheim
- Champion de la  Landesliga Nordbaden / Groupe 2: 1988, 2003.

### Spvgg 09 Viernheim
- Champion de l’Amateurliga Nordbaden: 1954, 1955, 1956, 1957.
- Champion Verbandsliga Nordbaden: 1987.
- Champion Landesliga Nordbaden / Groupe 2: 1985, 2007.